# ديف بايك
ديف بايك (بالإنجليزية: Dave Pike)‏ هو عازف قيثارة وعازف جاز وملحن أمريكي، ولد في 23 مارس 1938 في ديترويت في الولايات المتحدة، وتوفي في 3 أكتوبر 2015 في ديل مار في الولايات المتحدة.

## وصلات خارجية
- ديف بايك على موقع IMDb (الإنجليزية)
- ديف بايك على موقع ميوزك برينز (الإنجليزية)
- ديف بايك على موقع أول ميوزيك (الإنجليزية)
- ديف بايك على موقع ديسكوغز (الإنجليزية)